# Christian Bergström
Christian Bergström (ur. 19 lipca 1967 w Göteborgu) – szwedzki tenisista, reprezentant w Pucharze Davisa.

## Kariera tenisowa
Jako zawodowy tenisista występował w latach 1985–1996. Nie wygrał przez ten czas turnieju z cyklu ATP World Tour, ale osiągnął dwa singlowe finały (oba w Adelaide, pierwszy w 1992 roku, a drugi w 1993 roku). W deblu uczestniczył w jednym finale (w Båstad w parze z Magnusem Gustafssonem).
W latach 1991 i 1992 występował w reprezentacji Szwecji w Pucharze Davisa. W 1991 roku w meczu z Filipinami zdobył komplet punktów (w deblu grał z Rikardem Berghiem), przyczyniając się do obrony przez zespół miejsca w grupie światowej. W 1992 roku dołożył jeden punkt do zwycięstwa 5:0 nad Australią, pokonując Richarda Fromberga.
W rankingu gry pojedynczej Bergström najwyżej był na 32. miejscu (27 stycznia 1992), a w klasyfikacji gry podwójnej na 333. pozycji (27 lipca 1992).

### Finały w turniejach ATP World Tour
| Nazwa                        |
| ---------------------------- |
| Wielki Szlem                 |
| Igrzyska olimpijskie         |
| ATP Tour World Championships |
| ATP Masters Series           |
| ATP Championship Series      |
| ATP World Series             |

#### Gra pojedyncza (0–2)
| Końcowy wynik | Nr | Data             | Turniej  | Nawierzchnia | Przeciwnik       | Wynik finału     |
| ------------- | -- | ---------------- | -------- | ------------ | ---------------- | ---------------- |
| Finalista     | 1. | 5 stycznia 1992  | Adelaide | Twarda       | Goran Ivanišević | 6:1, 6:7(5), 4:6 |
| Finalista     | 2. | 10 stycznia 1993 | Adelaide | Twarda       | Nicklas Kulti    | 6:3, 5:7, 4:6    |

#### Gra podwójna (0–1)
| Końcowy wynik | Nr | Data             | Turniej | Nawierzchnia | Partner           | Przeciwnicy                        | Wynik finału |
| ------------- | -- | ---------------- | ------- | ------------ | ----------------- | ---------------------------------- | ------------ |
| Finalista     | 1. | 3 listopada 2002 | Båstad  | Ceglana      | Magnus Gustafsson | Tomás Carbonell Christian Miniussi | 4:6, 5:7     |